# شرک سوپراسلم
شرک سوپراسلم یک بازی مبارزه‌ای است که شخصیت‌هایی از سری فیلم‌های شرک (فرنچایز) را به نمایش می‌گذارد. این بازی توسط شابا گیمز، توسط اکتیویژن منتشر شد و در پاییز ۲۰۰۵ برای ایکس باکس، پلی‌استیشن ۲، گیم‌کیوب، نینتندو دی‌اس و گیم بوی ادونس، مایکروسافت ویندوز منتشر شد. حداکثر چهار بازیکن می‌توانند با استفاده از شخصیت‌های مختلف از فیلم‌های اول دو «شرک» به همراه برخی از شخصیت‌های اصلی مانند لونا جادوگر شوالیه سیاه، کازیمودو، و هاپتی دامتی (که بعداً در فیلم مستقل گربه چکمه پوش ظاهر شد) در نبرد شرکت کنند.

## داستان
طرح اصلی روی شرک و دوستانش تمرکز دارد که تلاش می‌کنند به Donkey کمک کنند تا Dronkeys را بخواباند تا «بازمانده: جنگل شروود» را تماشا کنند. با هم در نگهبان اژدها. هنگامی که یکی از Dronkeyها به‌طور ناخواسته کتاب داستان خانواده را از بین می‌برد، گروه به نوبت داستان‌های خود را خلق می‌کنند. پس از گفتن داستان‌های کافی، Dronkeys فقط بعد از اینکه شرک فریاد زد Dronkeys از خواب برخاستند.

## طرح کلی
«شرک سوپراسلم» یک بازی مبارزه ای چند نفره با محیط سه بعدی است که در آن دو تا چهار شخصیت جنگنده در مراحل مختلف عرصه مبارزه می‌کنند و سعی می‌کنند یکدیگر را شکست دهند و حرکت خاصی به نام حمله «اسلم» را انجام دهند. هنگامی که یک «اسلم» با موفقیت بر روی مبارزان دیگر استفاده می‌شود، بازیکن امتیاز کسب می‌کند در حالی که به‌طور مداوم (و خلاقانه) عرصه را در این روند تخریب می‌کند. هر کسی که بیشترین امتیاز «اسلم» را به دست آورد، پس از پایان دور برنده خواهد شد.

## گیم پلی
این بازی دارای سه حالت چند نفره است: "Melee", "King of the Hill" و "Slammageddon".
در ""Melee""" هدف این است که در یک بازه زمانی دو دقیقه ای به همان اندازه امتیاز اسلم به دست آورید. برای حمله، یک بانک کلمه که می‌گوید "Slam" پر می‌شود. هنگامی که بانک پر شد، بازیکن می‌تواند یک حمله اسلم را آزاد کند که می‌تواند به چندین حریف ضربه بزند. برای هر حریفی که ضربه می‌زند، بازیکن یک امتیاز اسلم دریافت می‌کند، اما اگر بازیکنی ضربه بخورد، یک امتیاز را از دست می‌دهد. بازیکنی که بیشترین امتیاز اسلم را پس از توقف محدودیت زمانی داشته باشد برنده است.
در """""، هدف بازی این است که در بلندترین مدت در بالای تپه باقی بمانید، در حالی که حریفان تلاش می‌کنند تا یکدیگر را از بین ببرند. اولین بازیکنی که به ۳۰ امتیاز برسد برنده است. هر چه بازیکن بیشتر روی تپه بماند، امتیاز بیشتری دریافت خواهد کرد.
در ""Slammageddon"""، هر حمله به عنوان یک اسلم محسوب می‌شود.
حمله "اسلم" هر شخصیت دارای افکت‌ها و دامنه متفاوتی است. برای مثال، حمله «طوفان سبز» شرک مخالفانش را در حالی که او از فاصله نزدیک تحت نفخ شکم قرار می‌گیرد پرواز می‌کند، در حالی که «ازدحام تیر» رابین هود او را به فرماندهی گروه خود می‌فرستد. مردان شاد که میدان نبرد را با تیرهایی از آسمان می‌بارند. نمونه‌های دیگر عبارتند از "Buzz Bomber" پینوکیو که در آن بینی او رشد می‌کند و او در سراسر عرصه به سمت مخالفان پرواز می‌کند یا فیونا اوگر از "Ogre Aria" استفاده می‌کند تا با نت‌های آواز پرتابه‌های شناور دشمنان خود را منفجر کند.

## شخصیت‌ها
این بازی در مجموع دارای ۲۰ شخصیت قابل بازی است که ۱۰ مورد از آنها باید از طریق پیشرفت گیم پلی باز شوند. هر شخصیت دارای آرایه ای از لباس‌ها / پوسته‌های مختلف برای تغییر ظاهر خود است. اکثر شخصیت‌ها سبک مبارزه و حرکات متمایز خود را دارند و تنها یک یا دو شخصیت بسیار شبیه «مبارزان کلون» هستند.
- سیاه زخم U
- شوالیه سیاه
- کاپیتان هوک U
- Cyclops U
- Donkey
- Dronkey U
- فیونا C
- فیونا اوگر C
- مرد شیرینی زنجفیلی C
- G-Nome U
- Huff N' Puff Wolf U
- هامپتی دامپی U C
- لونا (Lil' Witch در نسخه‌های GBA/DS) U
- شرک C
- پینوکیو C
- شاهزاده جذاب
- گربه چکمه C
- Quasimodo U
- شنل قرمزی
- رابین هود U

جان کاسیر صداپیشگی گوینده بازی را بر عهده دارد. Mongo the Giant Gingerbread Man (با صدای کنراد ورنون) به عنوان بخشی از یک مرحله متحرک در بازی ظاهر می‌شود. در پورت Game Boy Advance بازی، دوریس خواهر ناتنی زشت یک شخصیت انحصاری قابل بازی است. در پورت نینتندو دی‌اس بازی، Thelonious وپ شوالیه سیاه شخصیت‌های انحصاری قابل بازی هستند.

## بازخوردها
| گردآورنده  | امتیاز | امتیاز        | امتیاز  | امتیاز      | امتیاز      | امتیاز  |
| گردآورنده  | دی‌اس   | گیم بوی ادونس | گیم‌کیوب | رایانه شخصی | پلی‌استیشن ۲ | اکس‌باکس |
| ---------- | ------ | ------------- | ------- | ----------- | ----------- | ------- |
| گیم‌رنکینگز | 59.27% | 52%           | 73.54%  | 69.89%      | 68.81%      | 74%     |
| متاکریتیک  | 56/100 | 58/100        | 70/100  | 69/100      | 67/100      | 71/100  |

| ناشر                     | امتیاز | امتیاز        | امتیاز  | امتیاز      | امتیاز      | امتیاز  |
| ناشر                     | دی‌اس   | گیم بوی ادونس | گیم‌کیوب | رایانه شخصی | پلی‌استیشن ۲ | اکس‌باکس |
| ------------------------ | ------ | ------------- | ------- | ----------- | ----------- | ------- |
| یوروگیمر                 | ن/م    | ن/م           | ن/م     | ن/م         | 6/10        | ن/م     |
| گیم‌اسپات                 | 6.5/10 | ن/م           | 6.9/10  | 6.6/10      | 6.9/10      | 6.9/10  |
| گیم‌زون                   | 6.5/10 | ن/م           | ن/م     | 7/10        | 7.8/10      | 8.3/10  |
| آی‌جی‌ان                   | 4.5/10 | ن/م           | 7/10    | ن/م         | 7/10        | ن/م     |
| مجله ان‌جی‌سی              | 59%    | ن/م           | 65%     | ن/م         | ن/م         | ن/م     |
| اوپی‌ام (ایالات متحده)    | ن/م    | ن/م           | ن/م     | ن/م         | 2.5/5       | ن/م     |
| اواکس‌ام (بریتانیا)       | ن/م    | ن/م           | ن/م     | ن/م         | ن/م         | 7/10    |
| پال‌جی‌ان                  | ن/م    | ن/م           | ن/م     | ن/م         | 6/10        | ن/م     |
| پی‌سی گیمر (ایالات متحده) | ن/م    | ن/م           | ن/م     | 66%         | ن/م         | ن/م     |
| تیم اکس‌باکس              | ن/م    | ن/م           | ن/م     | ن/م         | ن/م         | 8.2/10  |
| Next Level Gaming        | ن/م    | 56/100        | 68/100  | 68/100      | 68/100      | 68/100  |

شرک سوپراسلم با نقدهای «مختلط یا متوسط» مواجه شد. GameRankings و Metacritic امتیاز ۷۴٪ و ۷۱ از ۱۰۰ را برای نسخه Xbox به آن داده‌اند. ۷۴٪ و ۷۰ از ۱۰۰ برای نسخه GameCube. 70% و ۶۹ از ۱۰۰ برای نسخه PC; 69% و ۶۷ از ۱۰۰ برای نسخه پلی استیشن ۲; ۵۹٪ و ۵۶ از ۱۰۰ برای نسخه DS; و ۵۲٪ و ۵۸ از ۱۰۰ نسخه Game Boy Advance.